# Аткуль (Новосибирская область)
Аткуль — село в Каргатском районе Новосибирской области. Входит в состав Маршанского сельсовета. 

## География
Площадь села — 47 гектаров. 

## Население
| 2002 | 2007 | 2010 |
| ---- | ---- | ---- |
| 214  | ↘178 | ↘172 |

## Инфраструктура
В селе по данным на 2007 год функционируют 1 учреждение здравоохранения, 1 образовательное учреждение.